# Lincoln County (Kentucky)
Lincoln County ist ein County im Bundesstaat Kentucky der Vereinigten Staaten. Das U.S. Census Bureau hat bei der Volkszählung 2020 eine Einwohnerzahl von 24.275 ermittelt.
Der Verwaltungssitz (County Seat) ist Stanford. Das County gehört zu den Dry Countys, was bedeutet, dass der Verkauf von Alkohol eingeschränkt oder verboten ist.

## Geographie
Das County etwas östlich des geographischen Zentrums von Kentucky und hat eine Fläche von 871 Quadratkilometern, wovon ein Quadratkilometer Wasserfläche ist. Es grenzt im Uhrzeigersinn an folgende Countys: Boyle County, Garrard County, Rockcastle County, Pulaski County und Casey County.

## Geschichte
Lincoln County wurde am 1. Mai 1780 als Original-County aus dem Virginia-Territorium gebildet. Benannt wurde es nach Benjamin Lincoln, einem General im Amerikanischen Unabhängigkeitskrieg.
22 Bauwerke und Stätten des Countys sind im National Register of Historic Places eingetragen (Stand 10. Oktober 2017).

## Demografische Daten

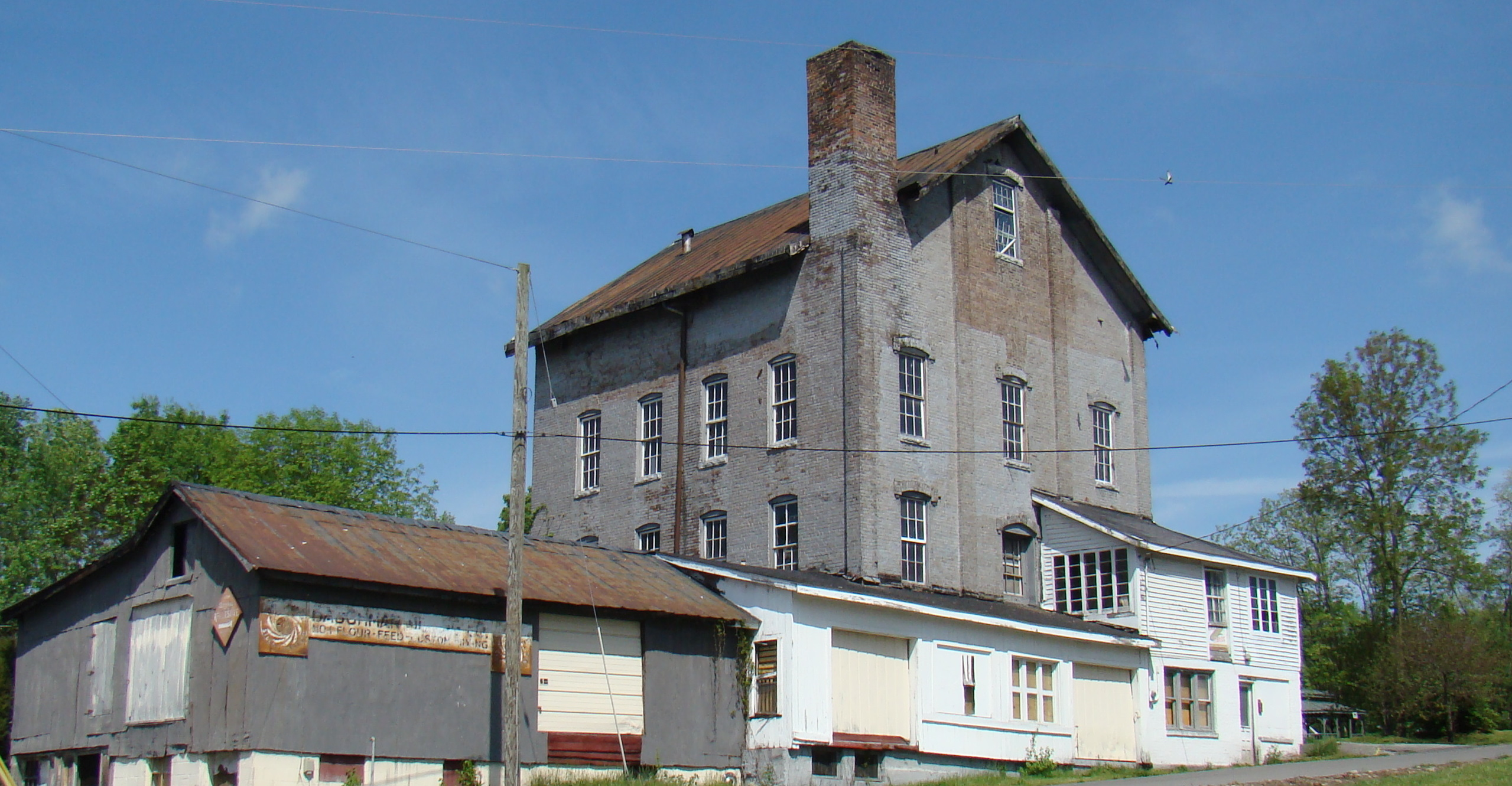
Baughman's Mill in Stanford, gelistet im NRHP

Nach der Volkszählung im Jahr 2000 lebten im Lincoln County 23.361 Menschen. Davon wohnten 241 Personen in Sammelunterkünften, die anderen Einwohner lebten in 9.206 Haushalten und 6.729 Familien. Die Bevölkerungsdichte betrug 27 Einwohner pro Quadratkilometer. Ethnisch betrachtet setzte sich die Bevölkerung zusammen aus 96,12 Prozent Weißen, 2,53 Prozent Afroamerikanern, 0,15 Prozent amerikanischen Ureinwohnern, 0,10 Prozent Asiaten und 0,38 Prozent aus anderen ethnischen Gruppen; 0,72 Prozent stammten von zwei oder mehr Ethnien ab. 0,89 Prozent der Bevölkerung waren spanischer oder lateinamerikanischer Abstammung.
Von den 9.206 Haushalten hatten 33,7 Prozent Kinder und Jugendliche unter 18 Jahre, die bei ihnen lebten. 58,6 Prozent waren verheiratete, zusammenlebende Paare, 10,3 Prozent waren allein erziehende Mütter, 26,9 Prozent waren keine Familien, 23,6 Prozent waren Singlehaushalte und in 10,5 Prozent lebten Menschen im Alter von 65 Jahren oder darüber. Die Durchschnittshaushaltsgröße betrug 2,51 und die durchschnittliche Familiengröße lag bei 2,95 Personen.
Auf das gesamte County bezogen setzte sich die Bevölkerung zusammen aus 25,7 Prozent Einwohnern unter 18 Jahren, 8,4 Prozent zwischen 18 und 24 Jahren, 29,8 Prozent zwischen 25 und 44 Jahren, 23,1 Prozent zwischen 45 und 64 Jahren und 13,1 Prozent waren 65 Jahre alt oder darüber. Das Durchschnittsalter betrug 36 Jahre. Auf 100 weibliche Personen kamen 96,3 männliche Personen. Auf 100 Frauen im Alter von 18 Jahren alt oder darüber kamen statistisch 94,1 Männer.
Das jährliche Durchschnittseinkommen eines Haushalts betrug 2010 26.542 USD, das Durchschnittseinkommen der Familien betrug 32.284 USD. Männer hatten ein Durchschnittseinkommen von 26.395 USD, Frauen 20.517 USD. Das Prokopfeinkommen betrug 13.602 USD. 16,4 Prozent der Familien und 21,1 Prozent der Bevölkerung lebten unterhalb der Armutsgrenze. Davon waren 27,1 Prozent Kinder oder Jugendliche unter 18 Jahre und 22,9 Prozent waren Menschen über 65 Jahre.

## Orte im County
- Blue Lick
- Boneyville
- Broughtentown
- Chicken Bristle
- Crab Orchard
- Dog Walk
- Eubank
- Geneva
- Gilbert
- Halls Gap
- Highland
- Hubble
- Hustonville
- Jumbo
- Kings Mountain
- Logantown
- Maywood
- McKinney
- Milledgeville
- Miracle
- Moreland
- Mount Salem
- New Salem
- Ottenheim
- Preachersville
- Rowland
- South Fork
- Stanford
- Sugar Grove
- Turkeytown
- Turnersville
- Walnut Flat
- Waynesburg